# دهستان دیزمار شرقی

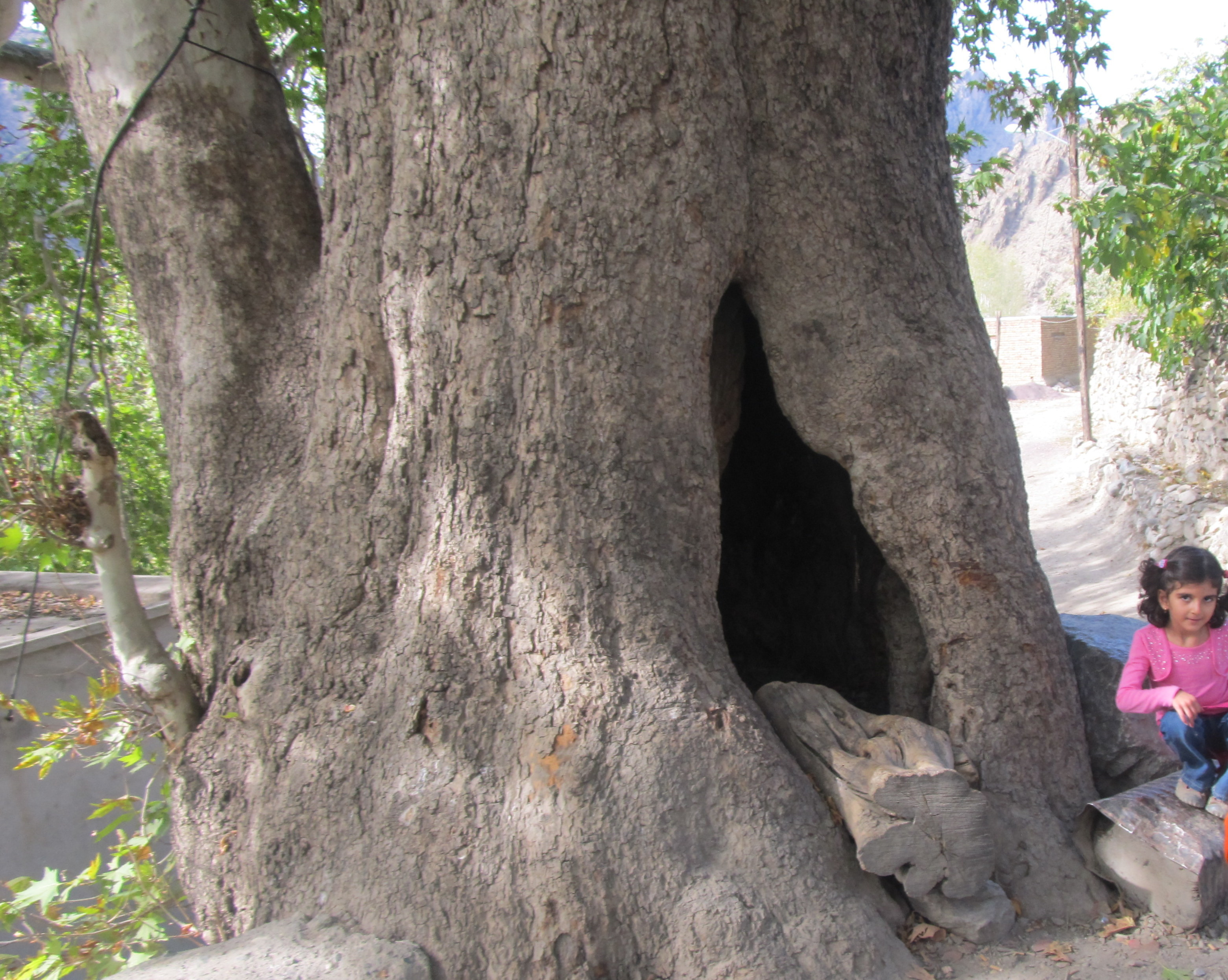
درخت چنار کهنسال کوانق؛ یکی از روستاهای دیزمار

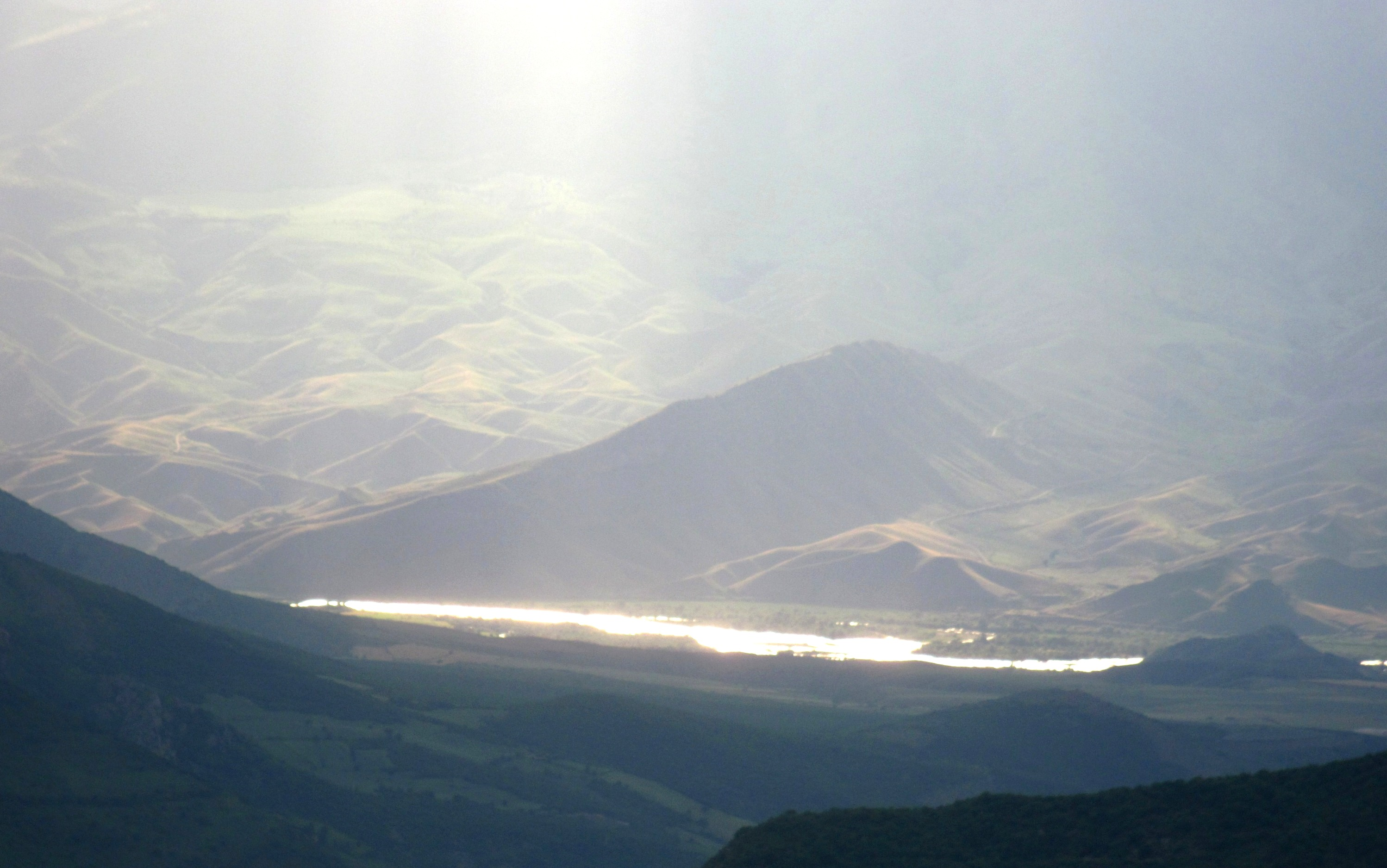
منظره‌ای از غروب آفتاب در منطقه حفاظت شده دیزمار.

دهستان دیزمار شرقی (Dizmar-e Sharqi Rural District) یکی از دهستان‌های استان آذربایجان شرقی است که در بخش منجوان شهرستان خداآفرین واقع شده‌است. دهستان ۱۵ روستا را شامل می‌شود. بر اساس سرشماری سال ۲۰۰۶، جمعیت دهستان ۲۸۸۸ نفر در ۶۴۱ خانوار می‌باشد.

## تاریخچه
هویت تاریخی دیزمار از هفت قرن بیشتر است. حمدالله مستوفی (۷۵۰–۶۸۰) در صفحه ۱۰۱ کتاب نزهة القلوب منطقه دیزمار را ولایت یکپارچه می‌داند. او در این باره چنین می‌نویسد: دیزمار ولایتی است در شمال تبریز کما بیش پنجاه پاره دیه بود و دوزال و کوردشت و قولان و هرار و خوروانق از معظمات آن. هوایش معتدل به گرمی و آبش از آن جبال برمی‌خیزد و فضلابش در ارس می‌ریزد حاصلش غله و پنبه و انگور و میوه به همه انواع می‌باشد و پیشتر از همه جا رسد و نوباوه تبریز از آنجا باشدحقوق دیوانش چهل هزار و هشتصد دینار است.
دیزمار شرقی بعد از انتزاع از بخش ورزقان به بخش خداآفرین ملحق شده است. روستای مردانقم مرکز دهستان می‌باشد.
قبل از انقلاب سفید، که نقشی عمده در فروپاشی نهایی ساختار ایلی ایران داشت، دیزمار از قشلاق‌های اصلی عشایر ارسباران بود.